# Satyrus monteiroi
Satyrus monteiroi är en fjärilsart som beskrevs av Mendes 1910. Satyrus monteiroi ingår i släktet Satyrus och familjen praktfjärilar. Inga underarter finns listade.